# Giải bóng đá hạng ba quốc gia Cộng hòa Síp 1972–73
Giải bóng đá hạng ba quốc gia Cộng hòa Síp 1972–73 là mùa giải thứ ba của giải bóng đá hạng ba Cộng hòa Síp. Neos Aionas Trikomou giành danh hiệu đầu tiên.

## Thể thức thi đấu
Có 14 đội bóng tham gia Giải bóng đá hạng ba quốc gia Cộng hòa Síp 1972–73. Tất cả các đội thi đấu với nhau hai lần, một ở sân nhà và một ở sân khách. Đội bóng nhiều điểm nhất vào cuối mùa giải sẽ là đội vô địch. Đội đầu bảng sẽ lên chơi ở Giải bóng đá hạng nhì quốc gia Cộng hòa Síp 1973–74.

### Hệ thống điểm
Các đội bóng nhận được 2 điểm cho một trận thắng, 1 điểm cho một trận hòa và 0 điểm cho một trận thua.

## Bảng xếp hạng
| Vị thứ | Đội bóng                 | St. | T. | H. | B. | BT. | BB. | BT. | Đ  | Ghi chú                                                                 |
| ------ | ------------------------ | --- | -- | -- | -- | --- | --- | --- | -- | ----------------------------------------------------------------------- |
| 1      | Neos Aionas Trikomou     | 26  | 19 | 6  | 1  | 54  | 10  | 44  | 44 | Vô địch-Thăng hạng Giải bóng đá hạng nhì quốc gia Cộng hòa Síp 1973–74. |
| 2      | AEK Kythreas             | 26  | 15 | 7  | 4  | 39  | 17  | 22  | 37 |                                                                         |
| 3      | Iraklis Gerolakkou       | 26  | 14 | 5  | 7  | 38  | 22  | 16  | 33 |                                                                         |
| 4      | Faros Acropoleos         | 26  | 11 | 7  | 8  | 48  | 37  | 11  | 29 |                                                                         |
| 5      | ENAZ Agia Zoni Limassol1 | 26  | 9  | 11 | 6  | 52  | 57  | −5  | 29 |                                                                         |
| 6      | Doxa Katokopias FC       | 26  | 10 | 7  | 9  | 38  | 33  | 5   | 27 |                                                                         |
| 7      | Anagennisi Deryneia FC   | 26  | 9  | 9  | 8  | 37  | 33  | 4   | 27 |                                                                         |
| 8      | AEK Karava FC            | 26  | 9  | 9  | 8  | 42  | 50  | −8  | 27 |                                                                         |
| 9      | Ermis Aradippou FC       | 26  | 8  | 9  | 9  | 44  | 47  | −3  | 25 |                                                                         |
| 10     | LALL Lysi                | 26  | 6  | 6  | 14 | 21  | 51  | −30 | 18 |                                                                         |
| 11     | Anagennisi Larnacas      | 26  | 5  | 7  | 14 | 29  | 47  | −18 | 17 |                                                                         |
| 12     | ASOB Vatili              | 26  | 5  | 7  | 14 | 22  | 44  | −22 | 17 |                                                                         |
| 13     | Tsaggaris Peledriou1     | 26  | 6  | 4  | 16 | 37  | 45  | −8  | 16 |                                                                         |
| 14     | Achilleas Kaimakli FC1   | 26  | 5  | 6  | 15 | 32  | 44  | −12 | 16 |                                                                         |

Hệ thống điểm: Thắng=2 điểm, Hòa=1 điểm, Thua=0 điểm
Luật xếp hạng: 1) Điểm, 2) Hiệu số, 3) Bàn thắng

1ENAZ Agia Zoni Limassol và Sotirios Pelendriou bị đuổi khỏi Liên đoàn bóng đá Cộng hòa Síp vì dàn xếp trận đấu. Đó là lý do Achilleas Kaimakli FC không bị xuống hạng.